# Donald De Lue
Donald Harcourt De Lue ne le 5 octobre 1897 à Boston dans le Massachusetts et mort le 26 août 1988 à Leonardo dans le New Jersey est un sculpteur américain auteur de nombreux monuments publics aux États-Unis.

## Biographie
Donald  De Lue  étudie au musée des beaux-arts de Boston et a sert plus tard comme assistant aux sculpteurs Richard Recchia et  Robert P. Baker. Il poursuit ses études pendant cinq ans à Paris, tout en travaillant comme assistant de divers artistes français. Il retourne aux États-Unis où il est engagé par Bryant Baker. En 1940, il est élu membre de l'Académie nationale du design et devient Académicien en 1943.
En 1941, De Lue a gagné un concours pour créer des sculptures pour le bureau de poste et le palais de justice des États-Unis à Philadelphie. À partir de là il cesse d'assister d'autres artistes et a travaille uniquement sur ses propres créations. Les œuvres de De Lue peuvent être trouvées dans de nombreux musées à travers l'Amérique. Comme beaucoup d'autres sculpteurs de sa génération, il a exécuté des travaux d'architecture. Il est aussi un concepteur prolifique de médailles et de médaillons.
De Lue a enseigné au Beaux-Arts Institute of Design à New York au début des années 1940. En 1960, il remporte deux prix Henry Hering décernés par la « Société nationale de sculpture » pour sa collaboration remarquable avec les architectes pour le cimetière et le monument commémoratif de Normandie à Colleville-sur-Mer ainsi que pour le chemin de croix à Shrub Oak, New York.

## Sélection de travaux
- 'alchimiste, bâtiment chimie de Université de Pennsylvanie, Philadelphie, Pennsylvanie, 1940 ;
- Loi et Justice, Robert N. C. Nix, Sr., Federal Building, Philadelphie, Pennsylvanie, 1941 ;
- Aigles, et Fontaine Triton, ancien bâtiment de la réserve bancaire fédérale, Philadelphie, Pennsylvanie, 1941[1] ;
- Memorial Harvey Firestone, Akron, Ohio, 1950 ;
- Mémorial du cimetière américain en Normandie, Colleville-sur-Mer, France, 1953–1956, Harbeson, Hough, Livingston et Larson, architectes ; 
  - L'âme de la jeunesse américaine s'élevant des flots. Statue de 6,7 m dont la base porte l'inscription: « De mes yeux j'ai vu arriver la gloire divine » (Mine Eyes have seen the glory of the coming of the Lord.[2]
  - Figures allégorique de la  France et de l'Amérique.
  - Urnes de cérémonie.
- Chancel sculpture at the War Memorial Chapel at Virginia Tech, Blacksburg, VA[3], dedicated May 29, 1960[4].
- George Washington as Master Mason, Main Branch, New Orleans Public Library, New Orleans, Louisiana, 1959–60.
  - Replicas at Flushing, New York 1964, Wallingford, Connecticut 1965, Detroit, Michigan 1966, Alexandria, Virginia 1966, Lansing, Michigan 1982, and Indianapolis, Indiana 1987.
- Boy Scout Memorial, President's Park, Washington, DC, 1963[5],[6].
- Rocket Thrower, Flushing Meadows-Corona Park, Queens, New York City, 1964[7]. Created for the 1964 New York World's Fair.
- George Washington Kneeling in Prayer, Freedoms Foundation, Valley Forge, Pennsylvania, 1966–67[8].
- Quest Eternal, Prudential Tower, Boston, Massachusetts, 1967[9].
- Special Warfare Memorial Statue ("Bronze Bruce"), Fort Bragg, Fayetteville, North Carolina, 1968. The first Vietnam War memorial.
- The Mountaineer, West Virginia University, Morgantown, West Virginia, 1971[10].
- Louisiana State Monument, Gettysburg Battlefield, Gettysburg, Pennsylvania, 1971[11].
- Mississippi State Monument, Gettysburg Battlefield, Gettysburg, Pennsylvania, 1973[12].
- Thomas Jefferson, Wichita State University, Wichita, Kansas, 1975[13].